# Rákóczibánya, Nógrád
Rákóczibánya  este un sat în districtul Salgótarján, județul Nógrád, Ungaria, având o populație de 667 de locuitori (2011). 

## Demografie
Componența etnică a satului Rákóczibánya
     Maghiari (96,78%)
     Romi (3,22%)
Componența confesională a satului Rákóczibánya
     Fără religie (27,44%)
     Reformați (1,05%)
     Necunoscută (71,06%)
     Atei (0,45%)
     Alte religii (0,75%)
Conform recensământului din 2011, satul Rákóczibánya avea 667 de locuitori. Din punct de vedere etnic, majoritatea locuitorilor (96,78%) erau maghiari, cu o minoritate de romi (3,22%). Nu există o religie majoritară, locuitorii fiind persoane fără religie (27,44%) și reformați (1,05%). Pentru 71,06% din locuitori nu este cunoscută apartenența confesională.